# Plaisir
Plaisir è un comune francese di 31 106 abitanti situato nel dipartimento degli Yvelines nella regione dell'Île-de-France.

## Società

### Evoluzione demografica
Abitanti censiti

## Galleria d'immagini

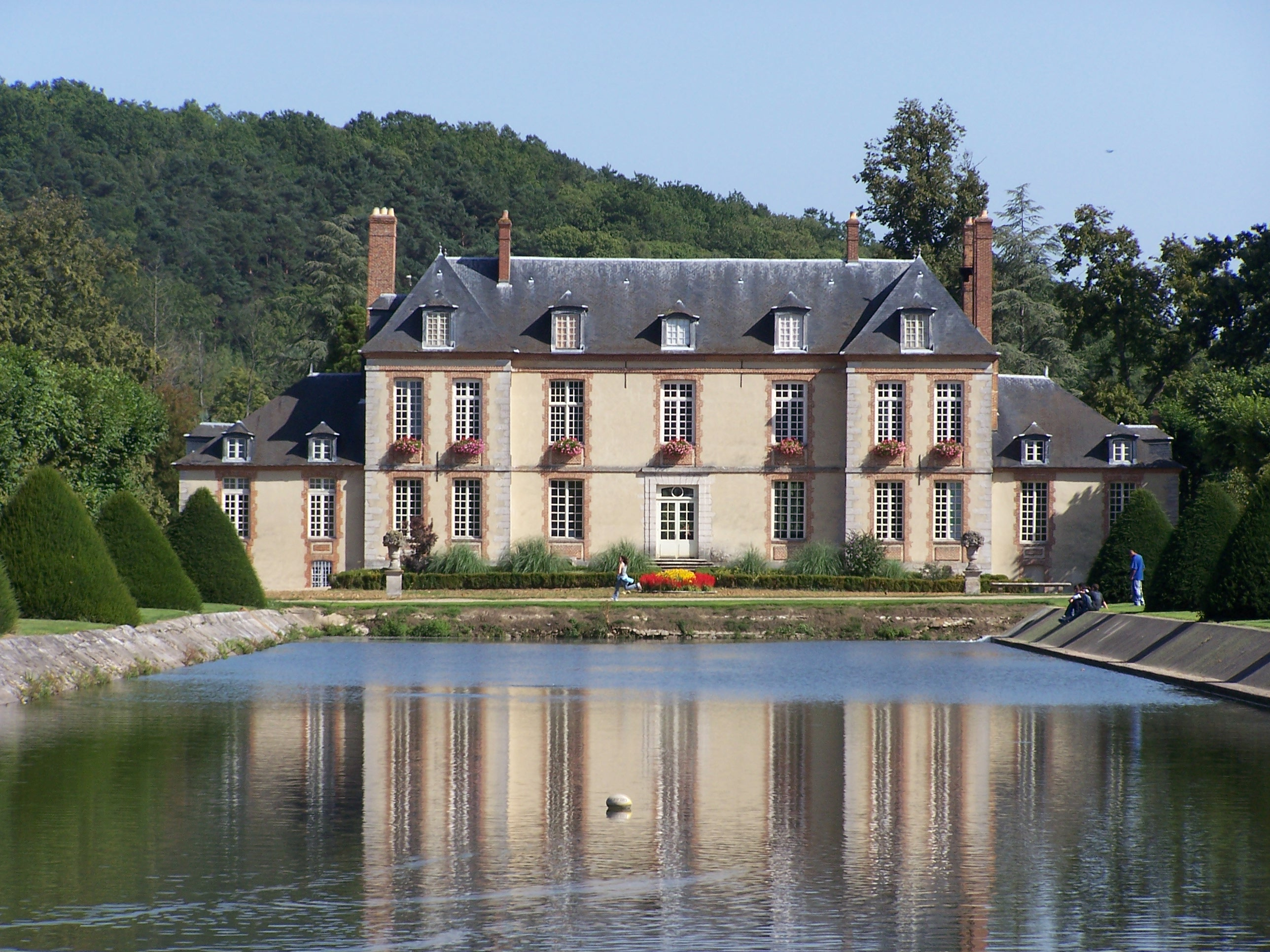
Castello di Plaisir (XVII e XVIII secoli)
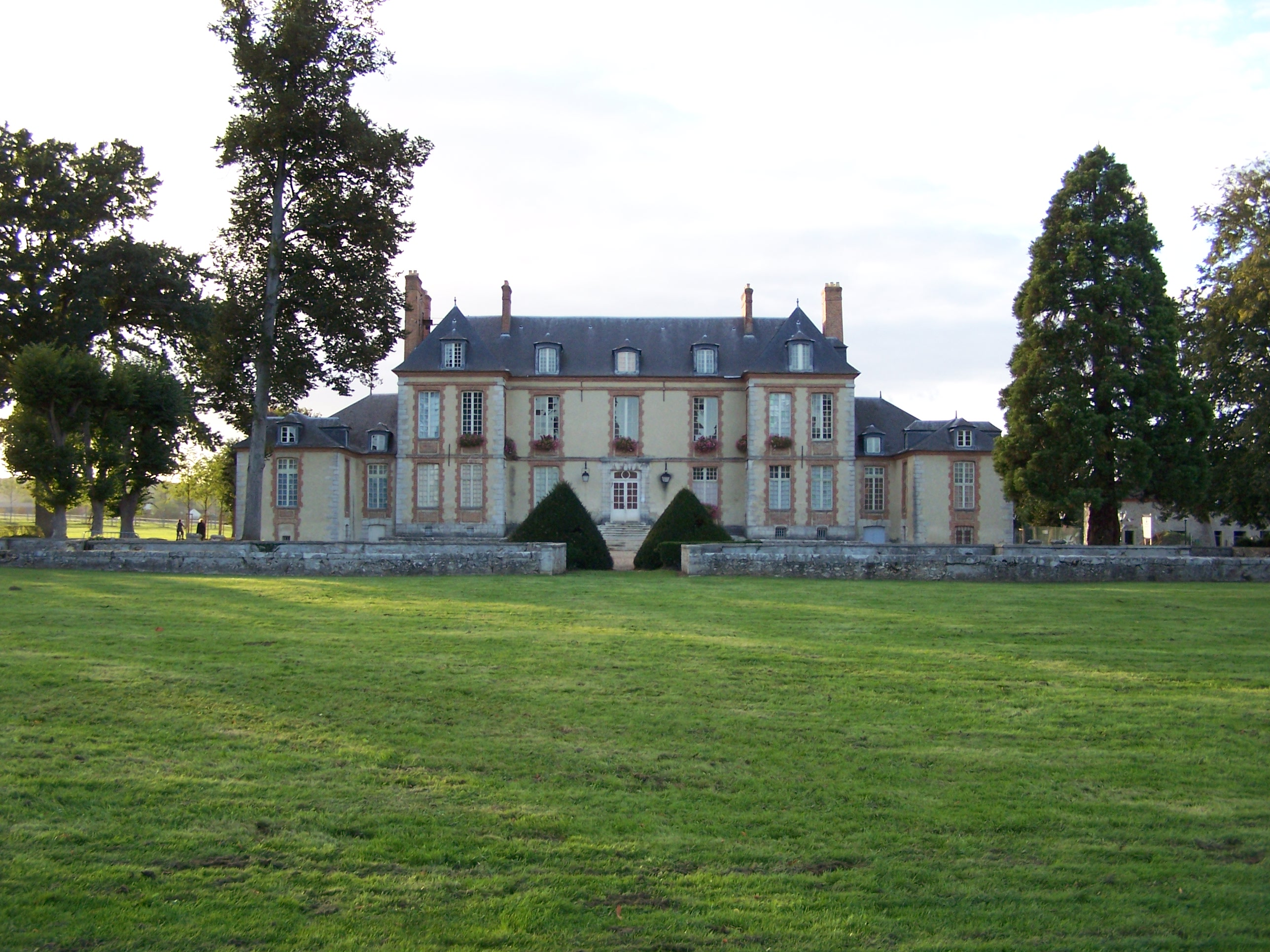
Castello, facciata verso est
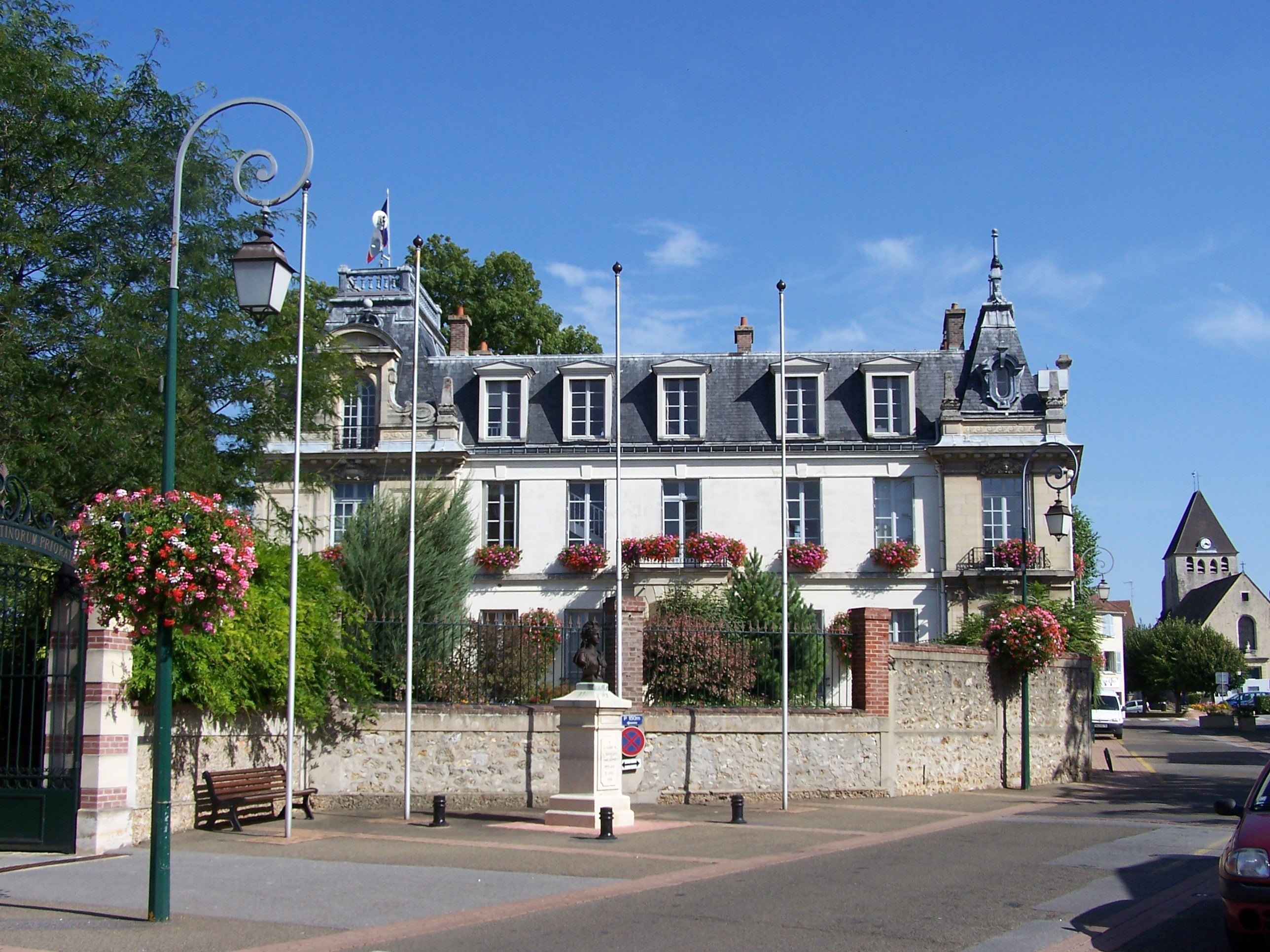
Municipio
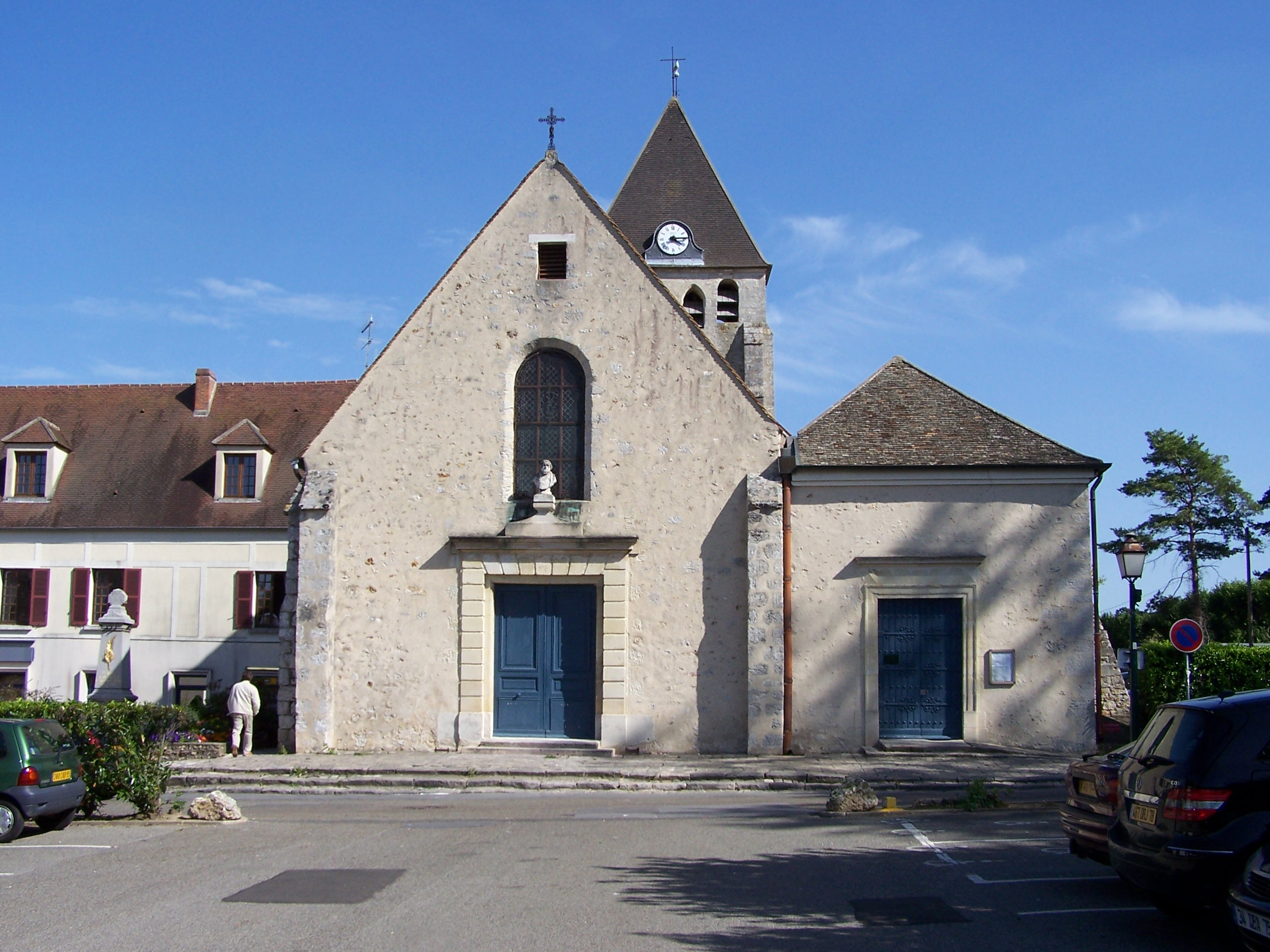
Chiesa Saint-Pierre
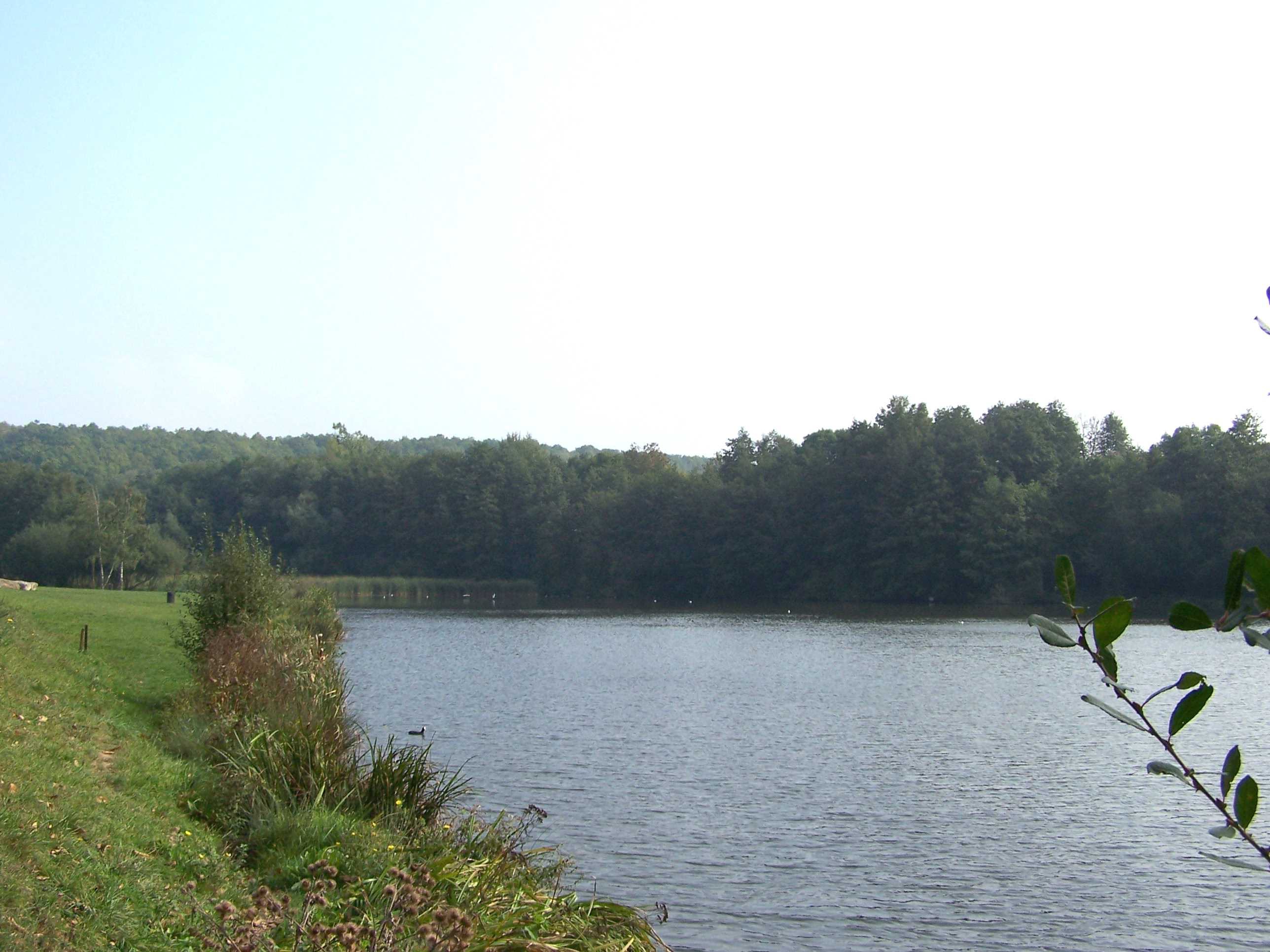
Lago della Cranne (lac de la Cranne)